# Máy thử transistor

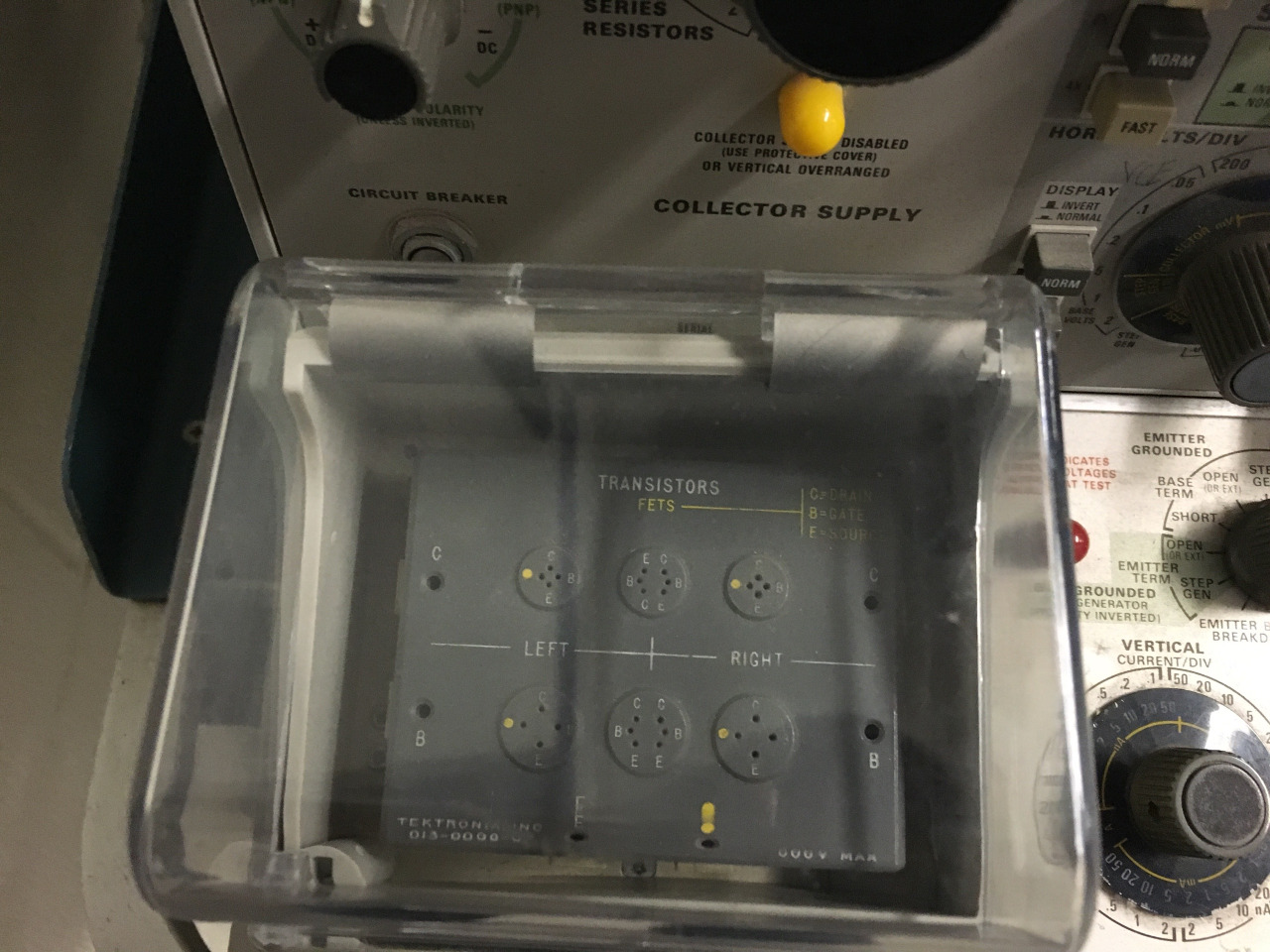
Máy thử transistor Tektronix 177 theo dõi đặc tuyến

Máy thử transistor là dụng cụ điện tử dùng cho kiểm tra các đặc tính nhất định của transistor và diode bán dẫn .
Phân loại theo mức độ tính năng thì có ba loại:
- Máy kiểm tra nhanh transistor trong mạch điện.
- Máy kiểm tra bảo dưỡng, dùng khi bảo dưỡng sửa chữa
- Máy thử nghiệm tiêu chuẩn phòng thí nghiệm, để đo các tham số kỹ thuật đầy đủ của transistor.

Ngoài ra, máy theo dõi đặc tuyến là phương tiện tin cậy về hiệu suất của bóng bán dẫn.